# El Colorado
El Colorado é um município da Argentina, localizada na província de Formosa.